# 台湾総督府鉄道14形蒸気機関車

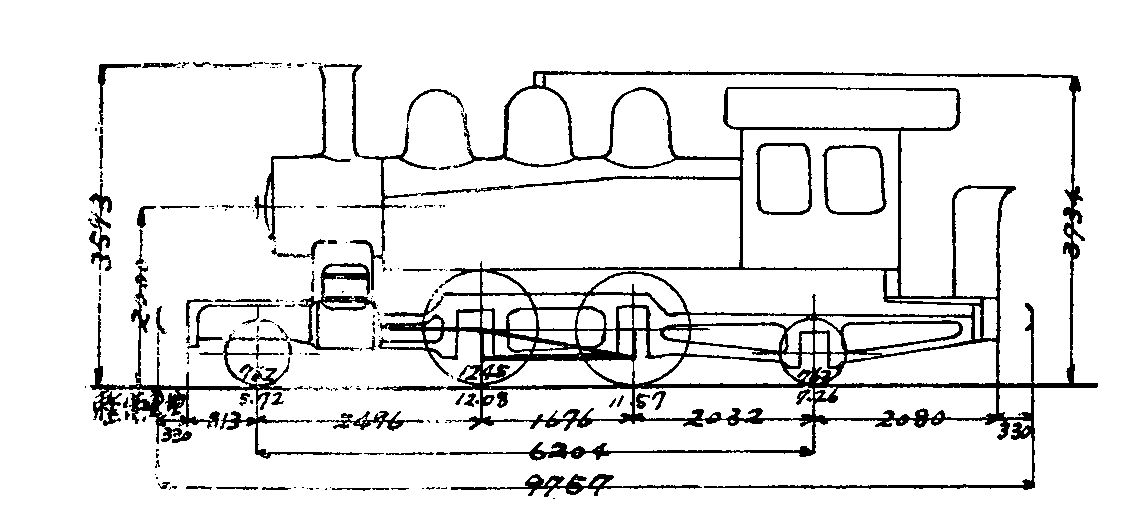
形式図

14形は、かつて日本統治下の台湾総督府鉄道に所属したタンク式蒸気機関車である。

## 概要
もとは、未成に終わった台湾鉄道がアメリカ合衆国のボールドウィン・ロコモティブ・ワークスに発注していたもので、1898年（明治31年）9月に4両（製造番号 15524 - 15527）が製造された。番号は、1 - 4であった。これらは、台湾総督府に買収され、鉄道部の所属となった。しばらくそのままの番号で使用したが、重複番号もあったため、1899年（明治32年）10月に改番が実施された。2両ずつ南部、北部に分けられ、南部配置車は3, 5、北部配置車は24, 26と付番されたが、南北鉄道統合に先立つ1905年（明治38年）の改番により、14 - 17に改められた。
車軸配置2-4-2(1B1)の単式2気筒飽和式のタンク機関車で、運転室とは独立した炭庫が設けられていたのが形態的特徴である。この形態は、山陽鉄道の10形（後の鉄道院950形）と同様であり、車軸配置2-6-2(1C1)の北海道官設鉄道D1形（後の鉄道院3010形）から動軸1軸を減らして長さを詰めたスタイルで、運転室から独立した炭庫や側水槽の形態などが同調していた。炭庫を独立させ、運転台後部を開放した形態は、一見、亜熱帯気候の台湾に適合しそうに思えるが、開放度が大きすぎ、後進運転で雨となると全くそれを遮るものがないため、1905年に運転台後方にウェザーボードを設ける改修が行われた。
当初の配置は、北部の2両が台北庫、南部の2両が打狗庫と台南庫であった。その後、嘉義庫や高雄庫に分散していたこともあるが、1920年（大正9年）頃に全て台北庫に集められた。1931年（昭和6年）に14, 15が廃車となり、残る16, 17は引き続き台北庫にあったが、1936年（昭和11年）に運用除外され、台北、高雄で非営業の洗缶用に使用された。1937年（昭和12年）には形式称号の改正が行われ、B31形となったが、番号の変更は行われていない。
両車の廃車は、1939年（昭和14年）であるとの説もあるが、16は戦時中に爆撃に遭って大破し、そのまま再起せずに1947年6月12日付で廃車となった。17は戦争を生き延びて台湾鉄路管理局に引き継がれ、1949年2月1日付の改番でBK1型（BK1）となり、1951年度に廃車となった。同機はその後も解体されず、1956年頃までその姿を台北駅構内に留めていたという。

## 主要諸元
- 全長：9,757mm
- 全高：3,734mm
- 全幅：2,502mm
- 軌間：1,067mm
- 車軸配置：2-4-2(1B1)
- 動輪直径：1,245mm
- 弁装置：スチーブンソン式
- シリンダー（直径×行程）：356mm×508mm
- ボイラー圧力：11.0kg/cm2
- 火格子面積：1.67m2
- 全伝熱面積：69.21m2
  - 煙管蒸発伝熱面積：62.52m2
  - 火室蒸発伝熱面積：6.69m2
- 小煙管（直径×長サ×数）：45mm×3,581mm×125本
- 機関車運転整備重量：36.63t
- 機関車空車重量：28.45t
- 機関車動輪上重量（運転整備時）：23.65t
- 機関車最大動輪軸重（第1動輪上）：12.08t
- 水タンク容量：5.46m3
- 燃料積載量：0.9t